# Голицын, Алексей Иванович
Князь Алексей Иванович Голицын (11 (22) мая 1765— 6 мая 1802) — премьер-майор, писатель и переводчик.

## Биография
Из Голицыных-Алексеевичей, внучатый племянник Ф. И. Голицына и С. В. Гагарина. Старший сын подполковника Ивана Алексеевича Голицына (1729—1767) и Прасковьи Степановны (1734—до 1810), дочери С. В. Лопухина. Отец скончался вскоре после рождения младшего сына Сергея.
Князь Голицын с 1779 года служил в Измайловском полку. Алексей Иванович с юных лет увлекался литературной деятельностью. Первое время он переводил произведения французских и немецких литераторов.
В 1782 году осуществил перевод с немецкого четырёх моралистических повестей П. Ж. Б. Нугаре «Картина глупостей нынешнего века или страстей различного возраста».
В 1783 вместе с братом Сергеем напечатал перевод с французского романа «Новое торжество прекрасного полу, или Подлинные записки девицы Дютернель» (Гор. и дер. б-ка, ч. 7).
В 1790 году в Москве вышел перевод в стихах «Генриады» Вольтера, о котором Н. М. Карамзин писал, что «Голицыну удалось лишь „выразить мысли поэтовы“; между тем их необходимо было выразить „с такою же точностию, с такою же чистотою и приятностию, как в подлиннике“.»
В 1791 — перевод трагедии Вольтера «Эдип». Голицыным написано несколько комедий: собственных — «Новые чудаки, или Прожектер: Комедия в пяти действиях» и «Отец-невидимка, или Сватался на матери, женился на дочери», а также переведенных с французского — «Глухой, или Полный трактир» П.-Ж.-Б. Шудар-Дефоржа; «Светское обращение, или Нравы века» (1798) комедия Д. Гаррика «Le Bon ton», к которой Голицын добавил третий акт. Голицын был автором более десятка од («Ода графу Александру Васильевичу Суворову-Рымникскому от п. к. А. Г.», «Ода Е. И. В., Великому Государю Александру Павловичу, Самодержцу Всеросс., на всерадостное его на престол вступление», «Ода на коронование Имп. Александра I»); посланий, подписей к портретам, эпиграмм, эпитафий, всевозможных стихов «на случай» («Стихи на смерть графа А. Н. Зубова», «Путешествие Государя Императора Павла I в Казань»). Им было выполнено два перевода идиллии Ш.-Ф. Панара «Ручей Шампиньи».
В 1798—1800 годах вышел трёхтомник «Собрание сочинений и переводов», содержавший его основные труды.
А. Я. Булгаков писал 12 февраля 1802 года отцу: «Много нам попадалось людей, и между прочими слуга князя Алексея Ивановича Голицына, который повёз в Петербург сочинения своего господина, с письмом к Оленину, для поднесения Государю.»

Хотя Голицын живо откликался на многие общественно-политические события, пробовал силы в разных — традиционных и новых — жанрах и вообще трудился в большой энергией и упорством, у современников репутация его была весьма невысокой: в их представлении он был писателем трудолюбивым, но бесталанным— «Словарь русского языка XVIII века»
Скончался от чахотки в Петербурге в мае 1802 года, похоронен на Смоленском кладбище.

## Брак и дети
Алексей Иванович был женат на Александре Андреевне Хрущовой (1758—1843), дочери Андрея Ивановича Хрущова и княжны Натальи Семёновны Волконской, дочери генерал-аншефа С. Ф. Волконского. В браке имел трёх сыновей:
- Иван Алексеевич (1787—1812) — хронолог и писатель, женат на Анне Степановне Мельгуновой (1789—1857). Брак бездетен. Булгаков сообщал брату в письме от 20 мая 1812 года: « Князя Алексея Ивановича Голицына сын Иван (Горбун), женатый на Мельгуновой и ею брошенный, умер на сих днях…[6]»
- Александр Алексеевич (1789—1814).
- Пётр Алексеевич (1796—1847) — женат на Евдокии Михайловне Нарышкиной (1790—1862), дочери Михаила Петровича Нарышкина, сестре М. М. Нарышкина и М. М. Тучковой. Брак бездетен.

### Комментарии
1. ↑  Н.Н. Голицын в «Материалах для полной родословной росписи князей Голицыных» (1880) указывает год смерти 1801[1]; в примечаниях к «Повести о рождении моем, происхождении и всей жизни.» И.М. Долгорукова — ок. 1802[2]
2. ↑  Н.Н. Голицын высказывал мысль, что труды Алексея Ивановича в библиографических источниках того времени смешивали с произведениями его двоюродного брата — Алексея Петровича, сына сенатора П.А. Голицына. Так, к перу Алексея Петровича он относит сочинения: «Картина глупостей нынешнего века или страстей различного возраста» (с нем., 1782); «Кораблекрушение и похождения Петра Виода» (Москва, 1786; др. изд., СПб., 1802), «Новый исторический словарь» (с франц., М., 1796), «Таблица хронологическая государей Европейских», «Ядро хронологическое истории всемирной от начала света до кончины Екатерины II» (М., 1804—5). Связано это с тем, что свои произведения они оба подписывали «Алексей Голицын»[1]